# Antoine Simon
Antoine Simon 
(1736, Troyes, Francia – 1794, París, Francia) fue un zapatero en la Rue des Cordeliers en París. Miembro del Club de los Cordeliers, representante de la Comuna de París, fue designado para cuidar a Luis XVII en el Temple.
Según autores monárquicos, como Jacques Mallet du Pan, Simon tuvo un trato abusivo y brutal con el antiguo delfín. Según ciertas fuentes, Simon obligó en ocasiones al niño a beber alcohol o a decir palabras malsonantes.
Antoine fue después destituido de su puesto y ejecutado en la guillotina el 28 de julio de 1794, durante el Terror blanco.